# Amore.it
Amore.it è il trentacinquesimo album di Peppino di Capri, pubblicato nel 2005 dopo la partecipazione del cantante al festival di Sanremo col pezzo La panchina.

## Descrizione
Il disco è stato registrato e mixato da Massimo Aluzzi allo studio Splash, Napoli. Roberta Bianco ha partecipato al brano Meglio cosi. Il pezzo 10 Se non è amore è stato pubblicato nel 2004 nella raccolta Collection Se non è amore sotto forma di inedito.
Il figlio di Peppino, Edoardo Faiella, ha firmato il testo in inglese di Mente e cuore (Mind & heart). Si tratta di un pezzo del cantautore Nino D'Angelo uscito nel 1991 sul suo album ...e la vita continua (testo scritto da B.Lanza).
Il primo pezzo dell'album, La panchina, è una ballata orecchiabile, che, diretta dal maestro Pinuccio Pirazzoli, è stata presentata al Festival di Sanremo 2005. Il brano si è classificato al di fuori dalla top 5. Il testo della canzone parla di un uomo vecchio che si addormenta su una panchina, quando a un certo punto un angelo lo fa ridiventare bambino. L'uomo rivive così il suo primo amore, quando era seduto su quella panchina e aveva le speranze del domani.
Ritroviamo Depsa per i brani 1 e 3, che lavora con Peppino dal 1972. La tonalità del disco è più musica leggera che canzone napoletana.
Giorgio Savarese ha curato gli arrangiamenti del pezzo Fiore. Enzo Anoldo e Adriano Guarino quelli di Meglio cosi. Bruno Illiano si è occupato della canzone Se non è amore. Sui crediti del retrocopertina del disco, Peppino li ringrazia e sottolinea di essersi occupato degli arrangiamenti di tutte le altre canzoni.
La copertina è dominata dal nero e dall'oscurità, tranne il viso sorridente del cantante caprese.

## Tracce
1. La panchina – 3:23 (Depsa, C.Piccinelli, Peppino di Capri)
2. Ma dove vai – 4:04 (M.G.Cristiano, Peppino di Capri)
3. Meglio cosi' – 3:52 (Depsa, Peppino di Capri, E.Anoldo)
4. Io ti cerchero – 3:44 (F.Serino, Peppino di Capri)
5. Amore, va' – 3:52 (E.Moscarelli, P.Moscarelli)
6. Un pugno nel cuore – 4:00 (R.Ciccarelli, Peppino di Capri, R.Ciccarelli)
7. Fiore – 3:54 (G. Di Gerrarro, Peppino di Capri, L.Serretta)
8. Na nana'...na – 4:05 (M.G.Cristiano, Peppino di Capri)
9. Mind & heart – 3:24 (N.D'Angelo, B.Lanza, A.Annona)
10. Se non e' amore – 4:10 (L.Ciccarelli, L.Serretta, Peppino di Capri)

## Formazione
- Peppino di Capri: voce, arrangiamento; grooves ai computer
- P.Pierazzoli: arrangiamento
- Enzo Anoldo: piano, keyboards
- Adriano Guarino: chitarra
- Pascal de Angelis: basso
- Tony Mambelli: drums
- Luigi Evangelista: thin whistle
- Edoardo Faiella: chitarra